# Christian Thielemann

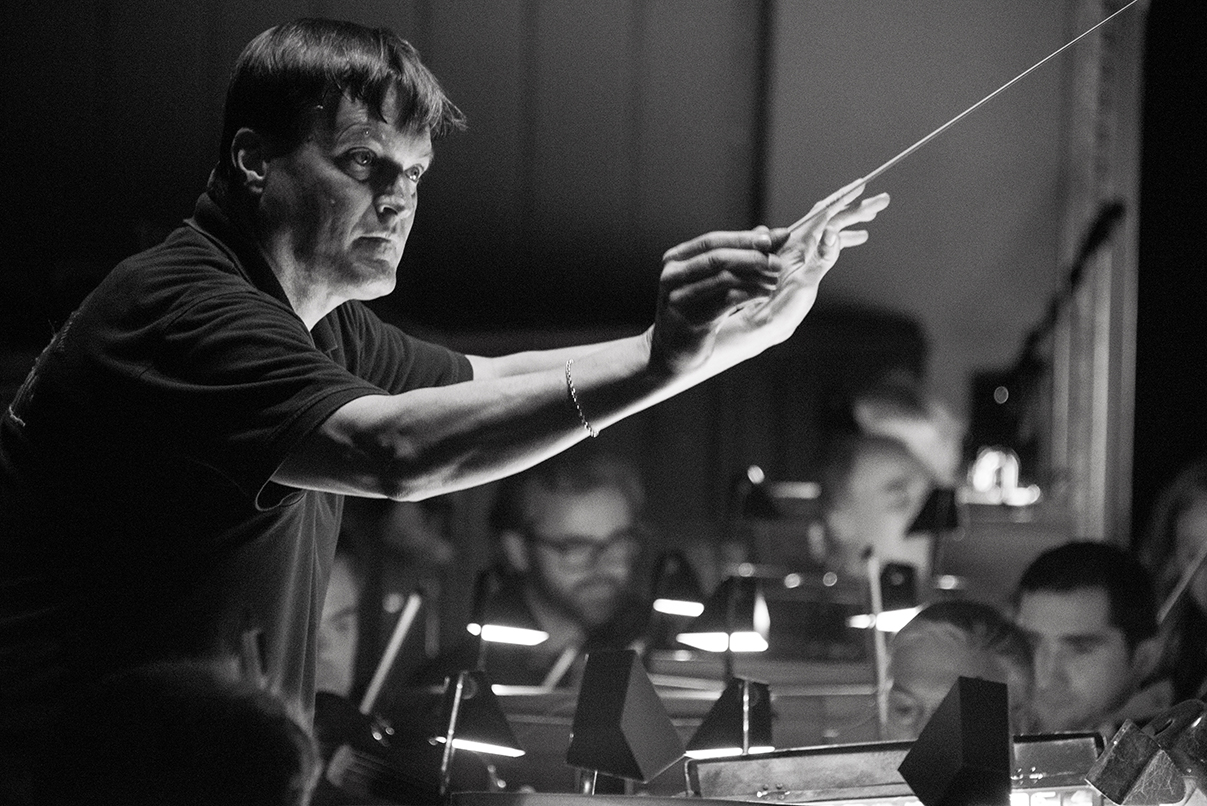
Christian Thielemann, Wiener Staatsoper 2015

Christian Thielemann (* 1. April 1959 in West-Berlin) ist ein deutscher Dirigent. Seit September 2024 ist er Generalmusikdirektor der Staatsoper Unter den Linden in Berlin.
Von 2012 bis 2024
war er Chefdirigent der Sächsischen Staatskapelle Dresden.
Thielemann war von 2013 bis 2022 künstlerischer Leiter der Osterfestspiele Salzburg und von 2015 bis 2020 Musikdirektor der Bayreuther Festspiele. Dort hat er in den Jahren von 2000 bis 2022 alle zehn Werke von Richard Wagner, die bei den Festspielen aufgeführt werden, dirigiert, was vor ihm nur Felix Mottl gelang. Er gastiert regelmäßig bei den Wiener Philharmonikern und den Berliner Philharmonikern. Er dirigierte 2019 und 2024 das Neujahrskonzert der Wiener Philharmoniker. Im Jahr 2020 wurde Thielemann zum Honorarprofessor der Hochschule für Musik Carl Maria von Weber in Dresden ernannt.

## Biografie
Christian Thielemann wurde als einziges Kind von Hans und Sybille Thielemann in Berlin-Wilmersdorf geboren und wuchs in Berlin-Schlachtensee auf. Der Vater war Geschäftsführer der Berliner Vertretung der Otto Wolff AG, eines westdeutschen Eisenhandelsunternehmens; seine Mutter, aus einer pommerschen Offiziersfamilie stammend, war Apothekerin. Thielemanns Großvater Georg Thielemann war vor dem Ersten Weltkrieg als Konditormeister von Leipzig nach Berlin gekommen und arbeitete während des Krieges als Kulissenschieber in der Hofoper Unter den Linden. Thielemann nahm mit fünf Jahren Klavierunterricht und studierte Bratsche. Seine Karriere begann er mit neunzehn Jahren als Korrepetitor an der Deutschen Oper Berlin und gleichzeitig als Assistent von Herbert von Karajan in Berlin. 1985 wurde er Erster Kapellmeister an der Düsseldorfer Rheinoper und wechselte 1988 als Generalmusikdirektor (GMD) ans Staatstheater Nürnberg. Dort gelang dem damals jüngsten GMD Deutschlands mit einer Aufführung des Tristan und Isolde der künstlerische Durchbruch. 1997 erhielt er einen Ruf an die Deutsche Oper Berlin. Seinen dortigen Vertrag als Generalmusikdirektor kündigte er im Sommer 2004. Im September 2004 wurde er Generalmusikdirektor der Münchner Philharmoniker. Im Jahr 2012 wechselte er als Chefdirigent zur Sächsischen Staatskapelle Dresden.
International war Thielemann besonders am Anfang seiner Karriere oft in Italien tätig, beispielsweise wurde er 1993 erster Gastdirigent am Teatro Comunale di Bologna. 1987 debütierte er mit Wolfgang Amadeus Mozarts Così fan tutte an der Wiener Staatsoper. Am Londoner Opernhaus Covent Garden dirigierte er Jenůfa, Elektra, Der Rosenkavalier, Die ägyptische Helena sowie Hans Pfitzners Palestrina – eine Produktion, die er anschließend auch im Rahmen des ersten Gastspiels von Covent Garden an der New Yorker Met leitete. An der Met dirigierte er Der Rosenkavalier, Die Frau ohne Schatten und Arabella, an der Lyric Opera of Chicago eine Neuproduktion von Die Meistersinger von Nürnberg.
Thielemann konzentrierte sich zuletzt auf ausgewählte Orchester und wenige Opernhäuser. Nicht zuletzt aufgrund zahlreicher erfolgreicher Aufführungen der Werke Richard Wagners sowie seines Richard-Strauss-Repertoires gilt Thielemann als ein gefragter Dirigent. In der Opernliteratur reicht seine Bandbreite bis zu Arnold Schönbergs Moses und Aron und Hans Werner Henzes Der Prinz von Homburg.
Bei den Bayreuther Festspielen debütierte Thielemann im Jahr 2000 mit Wagners Die Meistersinger von Nürnberg. 2001 dirigierte er Parsifal, 2002 eine Neuproduktion des Tannhäuser. Von 2006 bis 2010 leitete er den Bayreuther Ring (Regie Tankred Dorst), und 2012 dirigierte er den Fliegenden Holländer. 2015 übernahm er in Bayreuth die musikalische Leitung für Tristan und Isolde und ab 2018 Lohengrin. Am 29. Juni 2015 wurde bekannt, dass Thielemann bereits am 15. März 2015 und mit Wirkung bis zum Jahre 2020 zum Musikdirektor der Bayreuther Festspiele berufen wurde, eine Position, die es bislang noch nicht gegeben hatte. Bereits zuvor war Thielemann nach dem Tod des langjährigen Festspielleiters Wolfgang Wagner musikalischer Berater der Festspielleitung. Im Jahr 2020 lief sein Vertrag als Musikdirektor aus.
Thielemann dirigierte das Neujahrskonzert der Wiener Philharmoniker 2019 und 2024.
Am 10. Mai 2021 gab die Sächsische Staatsministerin für Kultur und Tourismus Barbara Klepsch bekannt, dass der Vertrag mit Christian Thielemann als Chefdirigent der Sächsischen Staatskapelle zum Ende der Spielzeit 2023/24 ausläuft und nicht verlängert wird.

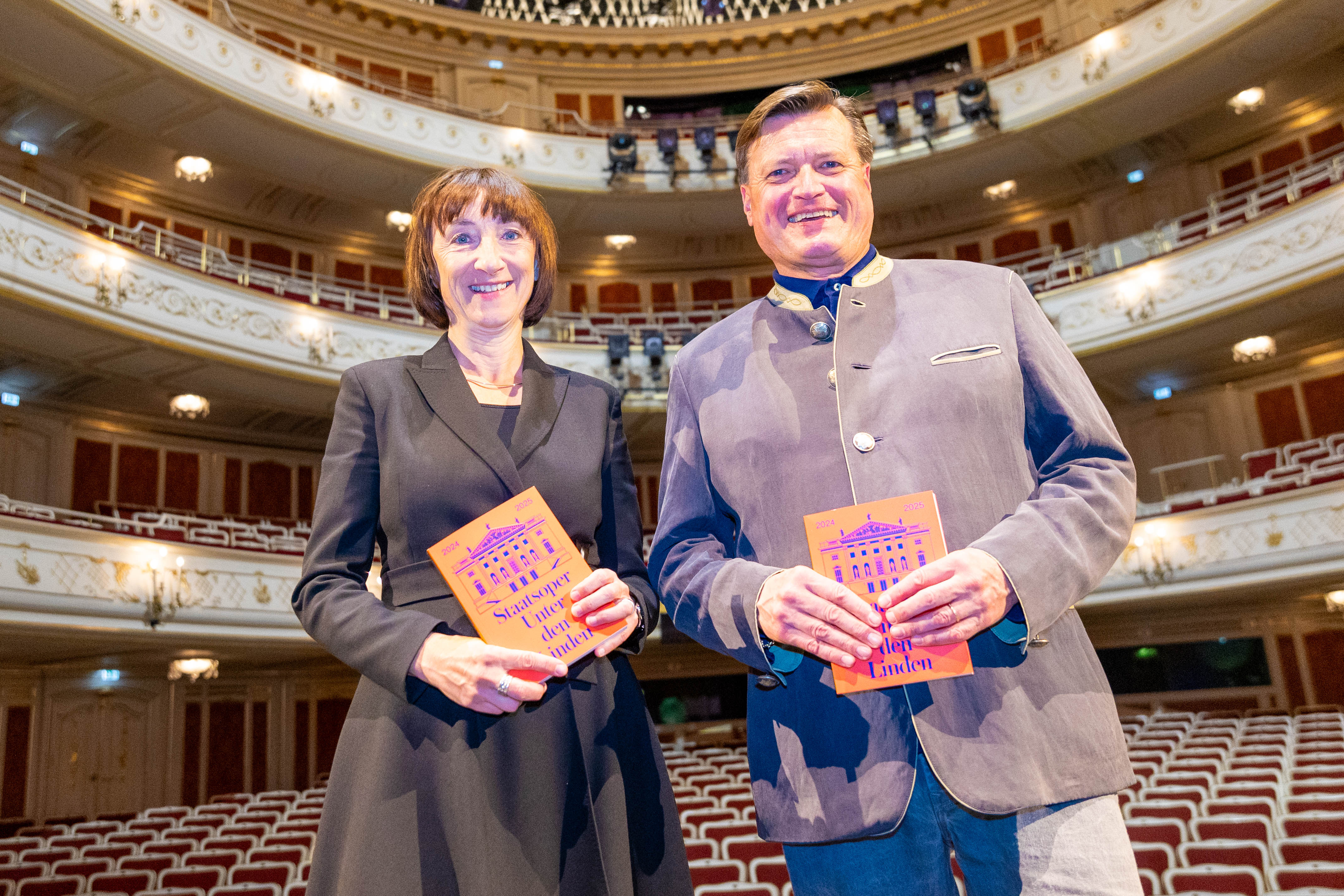
Thielemann 2024 mit Intendantin Elisabeth Sobotka in der Staatsoper Berlin

Am 27. September 2023 wurde bei einer Pressekonferenz der Staatsoper Unter den Linden bekanntgegeben, dass er ab der Spielzeit 2024/25 den Posten als Generalmusikdirektor erhalten und die Nachfolge von Daniel Barenboim antreten wird. Er gab am 7. Oktober 2024 sein Antrittskonzert.
Thielemann lebt in Potsdam-Babelsberg.

## Rezeption durch die Musikkritik
Nach Aussage von Peter Jungblut gilt er als „genialer Wagner-Dirigent“. Er stehe „auch im Ruf, besonders selbstbewusst und schwierig im Umgang zu sein“. Im Laufe seiner Karriere sei er mehrfach aus Opernhäusern „im Unfrieden“ ausgeschieden.

## Aufnahmen
Für DECCA
- Richard Strauss, Vier letzte Lieder mit Renée Fleming; Münchner Philharmoniker, April 2008.

Für Deutsche Grammophon
- Richard Wagner, Gustav Mahler, Elīna Garanča – Live from Salzburg, Wesendonck-LiederWesendonck-Lieder und Rückert-LiederRückert-Lieder, Wiener Philharmoniker, 2021.
- Richard Wagner, Wagner at Wahnfried, Siegfried-Idyll und Wesendonck Lieder, Camilla Nylund, Mitglieder des Orchesters der Bayreuther Festspiele, 2020.
- Ludwig van Beethoven, 1. Klavierkonzert, Rudolf Buchbinder, Berliner Philharmoniker, 2020.
- Richard Strauss, Elektra, Staatskapelle Dresden, Evelyn Herlitzius, Anne Schwanewilms, Waltraud Meier, René Pape, Berliner Philharmonie, 2014.
- Richard Wagner, Der Ring des Nibelungen, Wiener Philharmoniker, 2013 (16 CDs).
- Ludwig van Beethoven, Egmont-Ouvertüre und Johannes Brahms, 1. Symphonie; Münchner Philharmoniker, April 2007.
- Wolfgang Amadeus Mozart, Requiem; Münchner Philharmoniker und Chor des Bayerischen Rundfunks, November 2006.
- Richard Wagner, Parsifal, mit Plácido Domingo; Chor und Orchester der Wiener Staatsoper, April 2006.
- Anton Bruckner, 5. Sinfonie; Münchner Philharmoniker, März 2005.
- Marschner, Mendelssohn, Nicolai, Wagner, Weber, Ouvertüren; Wiener Philharmoniker, Oktober 2004.
- Richard Wagner, Tristan und Isolde; Orchester der Wiener Staatsoper, Mai 2004.
- Richard Strauss, Ein Heldenleben und Symphonische Fantasie aus Die Frau ohne Schatten; Wiener Philharmoniker, August 2003.
- Albert Lortzing, Richard Strauss, Carl Maria von Weber, Richard Wagner: Deutsche Opernarien, mit Thomas Quasthoff und Orchester der Deutschen Oper Berlin, April 2002.
- Robert Schumann, Symphonien 1. und 4., Philharmonia Orchestra, 2001.
- Richard Strauss, Eine Alpensinfonie und Suite aus Der Rosenkavalier; Wiener Philharmoniker, März 2001.
- Arnold Schönberg, Pelleas und Melisande sowie Richard Wagner, Siegfried-Idyll; Orchester der Deutschen Oper Berlin, Oktober 2000.
- Carl Orff, Carmina Burana; Chor und Orchester der Deutschen Oper Berlin, Mai 1999.
- Robert Schumann, Symphonie No. 3 „Rheinische“, „Genoveva“-Ouvertüre, op. 81, Ouvertüre, Scherzo und Finale, op. 52; Philharmonia Orchestra, 1999.
- Richard Wagner, Orchestermusik (Lohengrin, Parsifal, Tristan und Isolde); Philadelphia Orchestra, Februar 1998.
- Robert Schumann, 2. Sinfonie, Manfred-Ouvertüre, Konzertstück op. 86 in F für 4 Hörner; Philharmonia Orchestra, September 1997.
- Ludwig van Beethoven, Funeral Cantata on the Death of Emperor Joseph II, Robert Schumann, Konzertstück op. 86 in F für 4 Hörner, Hans Pfitzner, Palestrina (Preludes to Act I & II), 1997.
- Hans Pfitzner, Musik aus Palestrina und Das Käthchen von Heilbronn, Richard Strauss, Guntram (Prelude), Capriccio (Prelude), Feuersnot (Liebesszene); Orchester der Deutschen Oper Berlin, 1996.
- Ludwig van Beethoven, Sinfonien 5+7, Philharmonia Orchestra, 1996.

Für Hänssler Classic, Edition Staatskapelle Dresden
- Richard Wagner, Winterstürme, Konzert mit Ausschnitten aus „Der Ring des Nibelungen“, Staatskapelle Dresden, 2022.
- Anton Bruckner, 1. Sinfonie, Staatskapelle Dresden, 2021.
- Arnold Schönberg, Gurre-Lieder, Staatskapelle Dresden, 2020.
- Richard Wagner, Die Meistersinger von Nürnberg, Staatskapelle Dresden, 2020.
- Richard Strauss, Konzert für Horn und Orchester Es-Dur, Serenade Es-Dur, Sonatine Nr. 1 F-Dur Aus der Werkstatt eines Invaliden, Metamorphosen; Staatskapelle Dresden, 2018.
- Giuseppe Verdi, Messa da Requiem; Staatskapelle Dresden, 2018.
- Anton Bruckner, 4. Sinfonie, Staatskapelle Dresden, 2017.
- Anton Bruckner, 7. Sinfonie, Richard Wagner, Das Liebesmahl der Apostel, Staatskapelle Dresden, 2017.
- Ferruccio Busoni, Nocturne Symphonique, Hans Pfitzner, Klavierkonzert Es-Dur, Max Reger, Eine romantische Suite; Staatskapelle Dresden, 2013.
- Anton Bruckner, 8. Sinfonie, Staatskapelle Dresden, 2010.

Für Opus Arte
- Richard Wagner, Der Ring des Nibelungen, Bayreuther Festspiele 2008 (14 CDs, 14:56 h), erschienen 2009.

Für Orfeo
- Richard Strauss, Ariadne auf Naxos, Wiener Staatsoper, 2021.
- Richard Strauss, Die Frau ohne Schatten, Wiener Staatsoper, 2020.

Für Sony
- mit Igor Levit (Klavier), Wiener Philharmoniker, Christian Thielemann (Leitung): Johannes Brahms: Klavierkonzerte Nr. 1 d-Moll op. 15, Klavierkonzert Nr. 2 B-Dur op. 83, Fantasien op. 116, Intermezzi op. 117, Klavierstücke op. 118, Klavierstücke op. 119, Walzer für Klavier zu vier Händen A-Dur op. 39 Nr. 15, Sony Classical (3 CDs).
- Johannes Brahms, Klavierkonzerte 1 + 2, Igor Levit, Wiener Philharmoniker, 2024
- Anton Bruckner, Complete Symphonies (Bruckner 11) Wiener Philharmoniker, 2023.
- Neujahrskonzert 2024 der Wiener Philharmoniker
- Neujahrskonzert 2019 der Wiener Philharmoniker
- Robert Schumann, Sinfonien No. 1–4; Staatskapelle Dresden, 2018.
- Ludwig van Beethoven, Sinfonien 1–9; Wiener Philharmoniker, 2011.

Sonstige
- Anton Bruckner, 5. Sinfonie, Wiener Philharmoniker, Special Annual Edition der Wiener Philharmoniker, 2014.
- Ludwig van Beethoven, Violinkonzert, Romanze für Violine und Orchester No. 2, Robert Schumann, Dichterliebe, Sinfonie Nr. 3, Philharmonisches Orchester Köln, Philharmonie Essen, Frank Peter Zimmermann, Josef Protschka, H.D. Freyer, (2×LP), Sonderproduktion der WestLB, 1986.

DVD- und Blu-ray-Veröffentlichungen
- Arnold Schönberg, Verklärte Nacht, Richard Strauss, Eine Alpensymphonie, Wiener Philharmoniker – The Exklusive Subscription Concert Series 3, Unitel Edition, 2024
- Richard Wagner, Das Rheingold, Berliner Staatsoper, Michael Volle, Anja Kampe, Unitel Edition, 2024
- Richard Wagner, Die Walküre, Berliner Staatsoper, Michael Volle, Rolando Villazon, Andreas Schager, Unitel Edition, 2024
- Richard Wagner, Siegfried, Berliner Staatsoper, Andreas Schager, Michael Volle, Anja Kampe, Unitel Edition, 2024
- Richard Wagner, Götterdämmerung, Berliner Staatsoper, Andreas Schager, Mika Kares, Anja Kampe, Unitel Edition, 2024
- Johannes Brahms, Ein deutsches Requiem, Elsa Dreisig, Michael Volle, Wiener Singverein, Wiener Philharmoniker, Unitel Edition, 2024
- Neujahrskonzert 2024 der Wiener Philharmoniker, Sony, 2024
- Anton Bruckner, Bruckner 11 – Complete Symphonies, Wiener Philharmoniker, Unitel Edition 2023.
- Richard Strauss, Capriccio, Semperoper Dresden, Artaus, 2022.
- Anton Bruckner: Sinfonien Nr.1–9, Staatskapelle Dresden (2012–2019), Cmajor 2021.
- Anton Bruckner, Sinfonie Nr. 7, Richard Wagner, Wesendonck Lieder, Salzburger Festspiele, Elina Garanca, Wiener Philharmoniker, Cmajor, 2021.
- Johannes Brahms, Konzert für Violine, Cello & Orchester, Lisa Batiashvili, Gautier Capucon, Staatskapelle Dresden, Cmajor, 2021.
- Richard Strauss, Ariadne auf Naxos, Wiener Staatsoper, Arthaus Musik, 2014.
- Robert Schumann, Sinfonien Nr.1–4, Suntory Hall, Tokio, Staatskapelle Dresden, Cmajor, 2019.
- Richard Wagner, Lohengrin, Bayreuther Festspiele, DGG, 2019.
- Giacomo Puccini, Tosca, Salzburger Osterfestspiele, Staatskapelle Dresden, Cmajor 2019.
- Neujahrskonzert 2019 der Wiener Philharmoniker, Sony, 2019.
- Richard Wagner, Die Walküre, Salzburger Osterfestspiele, Cmajor, 2017.
- Richard Wagner, Lohengrin, Anna Netrebko, Piotr Beczala, Georg Zeppenfeld, Semperoper Dresden, DGG, 2017.
- Giuseppe Verdi, Otello, Salzburger Osterfestspiele, Cmajor, 2017.
- Engelbert Humperdinck, Hänsel & Gretel, Wiener Staatsoper, EuroArts, 2016.
- Pietro Mascagni, Cavalleria Rusticana, Ruggero Leoncavallo, I Paggliacci, Salzburger Osterfestspiele, Cmajor, 2016.
- Carl Maria von Weber, Der Freischütz, Semperoper Dresden, Cmajor, 2015.
- Richard Strauss, Galakonzert aus der Semperoper, Staatskapelle Dresden, Cmajor, 2015.
- Richard Strauss, Vier letzte Lieder, Malven, Eine Alpensinfonie, Wolfgang Rihm, Ernster Gesang, Anja Harteros, Staatskapelle Dresden, Cmajor, 2015.
- Richard Strauss, Arabella, Osterfestspiele Salzburg, Staatskapelle Dresden, Cmajor, 2014.
- Richard Wagner, Der fliegende Holländer, Bayreuther Festspiele, Opus Arte, 2014.
- Johannes Brahms, Sinfonien 1–4, Staatskapelle Dresden, Cmajor, 2014.
- Richard Wagner, Hans Werner Henze, Richard-Wagner-Gala aus der Semperoper, Jonas Kaufmann, Staatskapelle Dresden, Cmajor, 2013.
- Richard Strauss, Lieder, Eine Alpensinfonie, Rene Fleming, Wiener Philharmoniker, Opus Arte, 2011.
- Richard Strauss, Die Frau ohne Schatten, Salzburger Festspiele, Wiener Philharmoniker, Opus Arte, 2012.
- Franz Liszt, Richard Wagner, Thielemann conducts Faust, Staatskapelle Dresden, Cmajor, 2011.
- Ludwig van Beethoven, Missa Solemnis, Semperoper Dresden, Cmajor, 2011.
- Ludwig van Beethoven, Sinfonien 1–9, Wiener Philharmoniker, Cmajor, 2010/2011.
- Richard Wagner, Die Walküre, Bayreuther Festspiele, mit Johan Botha, Linda Watson, Opus Arte, 2010.
- Richard Strauss, Elektra, Münchener Philharmoniker, Opus Arte, 2010.
- Johannes Brahms, Ein deutsches Requiem, Münchener Philharmoniker, Cmajor, 2010.
- Anton Bruckner, Sinfonien 4+7, Münchener Philharmoniker, Cmajor, 2010.
- Richard Strauss, Der Rosenkavalier, mit Renée Fleming, Münchener Philharmoniker, Baden-Baden, Decca, 2009.
- Galakonzert anlässlich des 50-jährigen Jubiläums der Wiedereröffnung der Wiener Staatsoper, 2005.
- Richard Strauss, Arabella; mit Kiri Te Kanawa, Orchester und Chor der Metropolitan Opera, 2001.

## Schriften
- Mein Leben mit Wagner. Unter Mitwirkung von Christine Lemke-Matwey. C. H. Beck, München 2012, ISBN 978-3-406-63446-8.
- Meine Reise zu Beethoven. Unter Mitwirkung von Christine Lemke-Matwey. C. H. Beck, München 2020, ISBN 978-3-406-75765-5
- Richard Strauss: Ein Zeitgenosse. Unter Mitwirkung von Christine Lemke-Matwey. C. H. Beck, München 2024, ISBN 978-3-406-82459-3.

## Ehrungen, Mitgliedschaften
- 2003: Bundesverdienstkreuz 1. Klasse
- 2004: Echo Klassik als Artist of the Year. Aus Protest gegen die Echo-Verleihung an die Rapper Kollegah und Farid Bang gab er 2018 die Auszeichnung zurück.[22]
- 2006: Ordentliches Mitglied der Bayerischen Akademie der Schönen Künste
- 2010: Ehrenmitgliedschaft der Internationalen Musikakademie zur Förderung hochbegabter Kinder und Jugendlicher in Deutschland
- 2011: Ehrendoktorwürde der Hochschule für Musik Franz Liszt Weimar
- 2011: Ehrenmitglied der Royal Academy of Music von London
- 2011: Auszeichnung als Dirigent des Jahres der Opernwelt
- 2012: Ehrendoktorwürde der Katholischen Universität Löwen (Belgien)
- 2013: International Opera Award, Nominierung als bester Dirigent
- 2014: Berliner Bär (B.Z.-Kulturpreis)
- 2015: Richard-Wagner-Preis[23]
- 2016: Preis der Stiftung zur Förderung der Semperoper
- 2019: Ehrenmitgliedschaft der Gustav Mahler Vereinigung Hamburg
- 2023: Österreichischer Musiktheaterpreis – Beste musikalische Leitung für Lohengrin – Osterfestspiele Salzburg[24]
- 2023: Ehrenmitglied der Wiener Staatsoper[25]
- 2024: Ehrenmitgliedschaft der Wiener Philharmoniker[26]
- 2024: Erhalt der Sächsischen Verfassungsmedaille
- 2024:  Ehrendirigent der Staatskapelle Dresden[27]

## TV- und Filmproduktionen

### Produktionen über Thielemann
- Christian Thielemann. Dokumentarfilm, 43:56 Min., Deutschland, 2012, Buch und Regie: Mathias Siebert, Produktion: Bremedia Produktion, Radio Bremen, MDR, Reihe: Deutschland, deine Künstler, Staffel 5 – Episode 4, Erstsendung: 15. August 2012, Film-Informationen (Memento vom 4. April 2017 im Internet Archive) von ARD.
- Christian Thielemann. Romantischer Querkopf, Dokumentarfilm von Felix Schmidt, 52 Min., Deutschland, 2007. Produktion: FTS Media und Unitel in Koproduktion mit Classica.
- Durch die Nacht mit … Christoph Schlingensief und Christian Thielemann. Dokumentarfilm, 74 Min., Deutschland, 2002, Regie: Edda Baumann-von Broen und Daniel Finkernagel, Produktion: avanti media, ZDF, arte, Folge 1 der Serie, Erstsendung: 10. Mai 2002, Film-Informationen von avanti media.

### Produktionen mit Thielemann
- Christian Thielemann – Mein Strauss. Dokumentarfilm, Deutschland, 45 Min., Buch und Regie: Andreas Morell, Produktion: 3B-Produktion, Unitel Classica, ZDF, 3sat, Erstsendung: 8. Juni 2014 bei 3sat.
- Wagner vs. Verdi. Dokumentarfilm-Reihe in sechs Teilen, Regie Martin Betz, Daniel Gerlach et al., 2013, ZDF.
- Der Große Friedrich Remix – Musik um den Preußenkönig. Regie: Friederike Schlumbom, 18. Oktober 2012, rbb.
- Beethoven entdecken. (Alternativtitel: Discovering Beethoven.) Dokumentarfilm-Reihe in neun Teilen à ca. 55 Min., Deutschland, Österreich, 2011, Regie: Christoph Engel und Anca-Monica Pandelea, Produktion: Unitel Classica, ORF, ZDF, 3sat.
Joachim Kaiser und Christian Thielemann diskutieren die Besonderheiten der neun Sinfonien Beethovens. Als Grundlage werden die Aufführungen Thielemanns mit den Wiener Philharmonikern im Wiener Musikverein genommen und mit den Aufnahmen anderer Dirigenten verglichen (Besprechung).

### Konzertaufzeichnungen
- Die Wiener Philharmoniker in Beijing. Nationales Zentrum für Darstellende Künste in Peking, Aufzeichnung vom 3. November 2013, 3sat.
- Wagner-Geburtstagskonzert: Thielemann dirigiert die Sächsische Staatskapelle. 21. Mai 2013, Regie: Michael Beyer, ZDF.
- Thielemann dirigiert Strauß. Christian Thielemann und die Wiener Philharmoniker, Salzburg Festival 2011, Großes Festspielhaus, Salzburg, Regie: Michael Beyer, 3sat
- Sommernachtsmusik mit Christian Thielemann. Christian Thielemann dirigiert die Münchner Philharmoniker, Schloss Herrenchiemsee, 31. August 2010, Regie: Henning Kasten, ZDF und Arte.[28]

## Trivia
Im Jahr 2019 war die Sendung mit der Maus im Richard-Wagner-Festspielhaus zu Gast. Dabei wurde unter der Leitung von Christian Thielemann die Titelmelodie der Sendung gespielt. Dies war eines der wenigen Male, wo seit Bestehen des Hauses im Orchestergraben Musik gespielt wurde, die nicht von Wagner stammte. Auch die Neunte Symphonie von Beethoven wurde auf der Bühne gespielt. Der Beitrag wurde in der Sendung mit der Maus am 28. Juli 2019 ausgestrahlt.